# Батуша (Ђаковица)
Батуша (алб. Batushë) је насељено место у општини Ђаковица, на Косову и Метохији. Према попису становништва из 2011. у насељу је живело 957 становника.

## Положај
Атар насеља се налази на територији катастарске општине Батуша површине 943 ha.

## Историја
Године 1330. српски краљ Стефан Дечански је село и сеоску цркву Св. Николе даровао манастиру Дечанима, чији је био ктитор. У турском попису из 1485. године наводи се да у селу има 47 српских кућа и један православни свештеник. Године 1868. тадашњи руски конзул у Призрену затекао је у Батуши свега 8 српских староседелачких породица. Данас у Батуши нема ниједног Србина. Наместо православне цркве Албанци су подигли џамију, узевши материјал за грађу са некадашње цркве.

## Становништво
Према попису из 2011. године, Батуша има следећи етнички састав становништва:
| Националност | 2011.        |
| Албанци      | 955 (98,79%) |
| недоступно   | 2 (0,21%)    |
| Укупно       | 957          |

| Демографија | Демографија | Демографија |
| Година      | Становника  | Становника  |
| ----------- | ----------- | ----------- |
| 1948.       | 585         |             |
| 1953.       | 643         |             |
| 1961.       | 760         |             |
| 1971.       | 972         |             |
| 1981.       | 1.276       |             |
| 1991.       | 1.389       |             |
| 2011.       | 957         |             |